# New Era (Míchigan)
New Era es una villa ubicada en el condado de Oceana en el estado estadounidense de Míchigan. En el Censo de 2010 tenía una población de 451 habitantes y una densidad poblacional de 207,05 personas por km².

## Geografía
New Era se encuentra ubicada en las coordenadas 43°33′35″N 86°20′50″O / 43.55972, -86.34722. Según la Oficina del Censo de los Estados Unidos, New Era tiene una superficie total de 2.18 km², de la cual 2.17 km² corresponden a tierra firme y (0.48%) 0.01 km² es agua.

## Demografía
Según el censo de 2010, había 451 personas residiendo en New Era. La densidad de población era de 207,05 hab./km². De los 451 habitantes, New Era estaba compuesto por el 96.23% blancos, el 0.22% eran afroamericanos, el 1.55% eran amerindios, el 0.44% eran asiáticos, el 0% eran isleños del Pacífico, el 0.67% eran de otras razas y el 0.89% pertenecían a dos o más razas. Del total de la población el 3.1% eran hispanos o latinos de cualquier raza.